# Antonio Pozzo

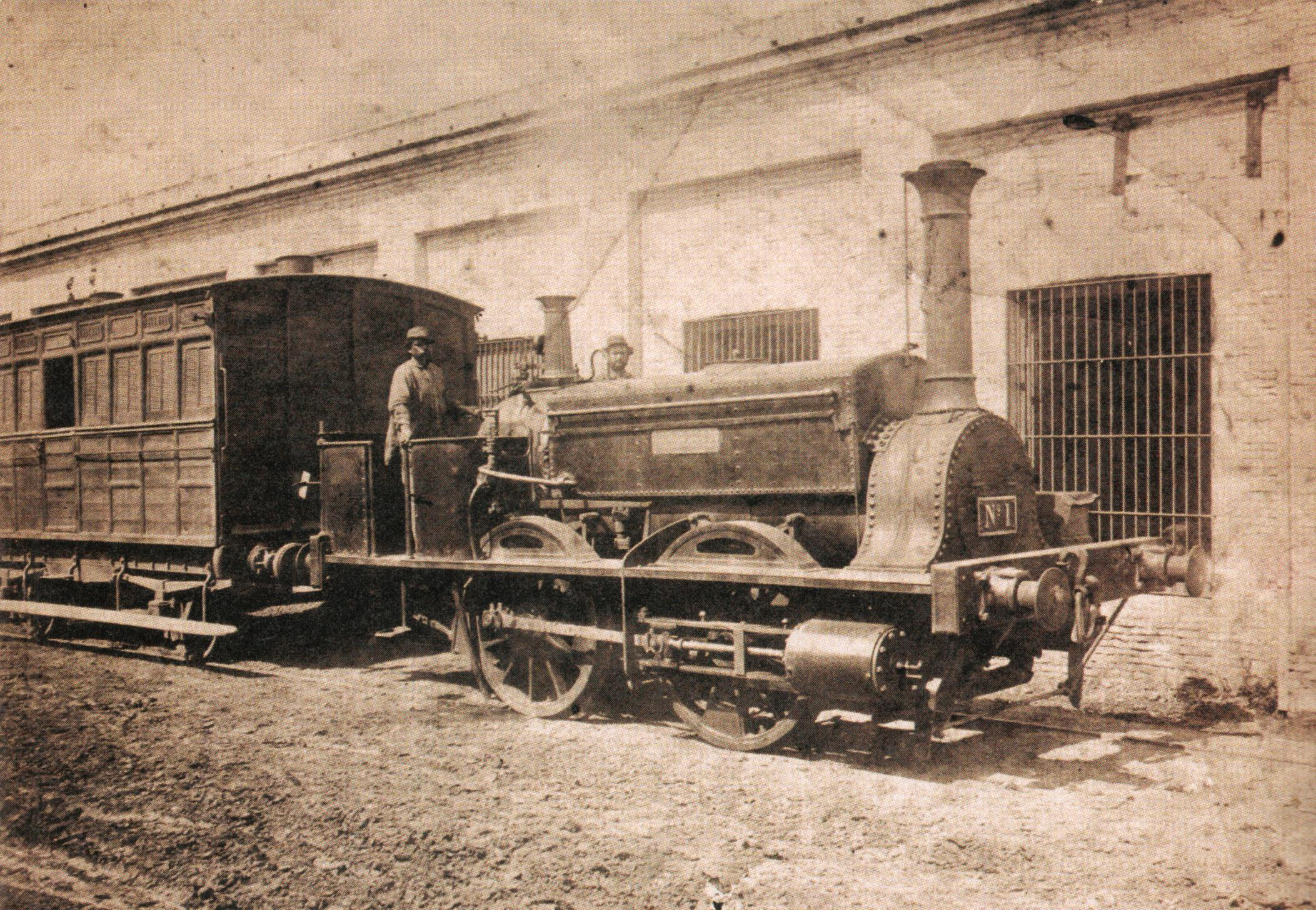
La Porteña (Buenos Aires, 1873)

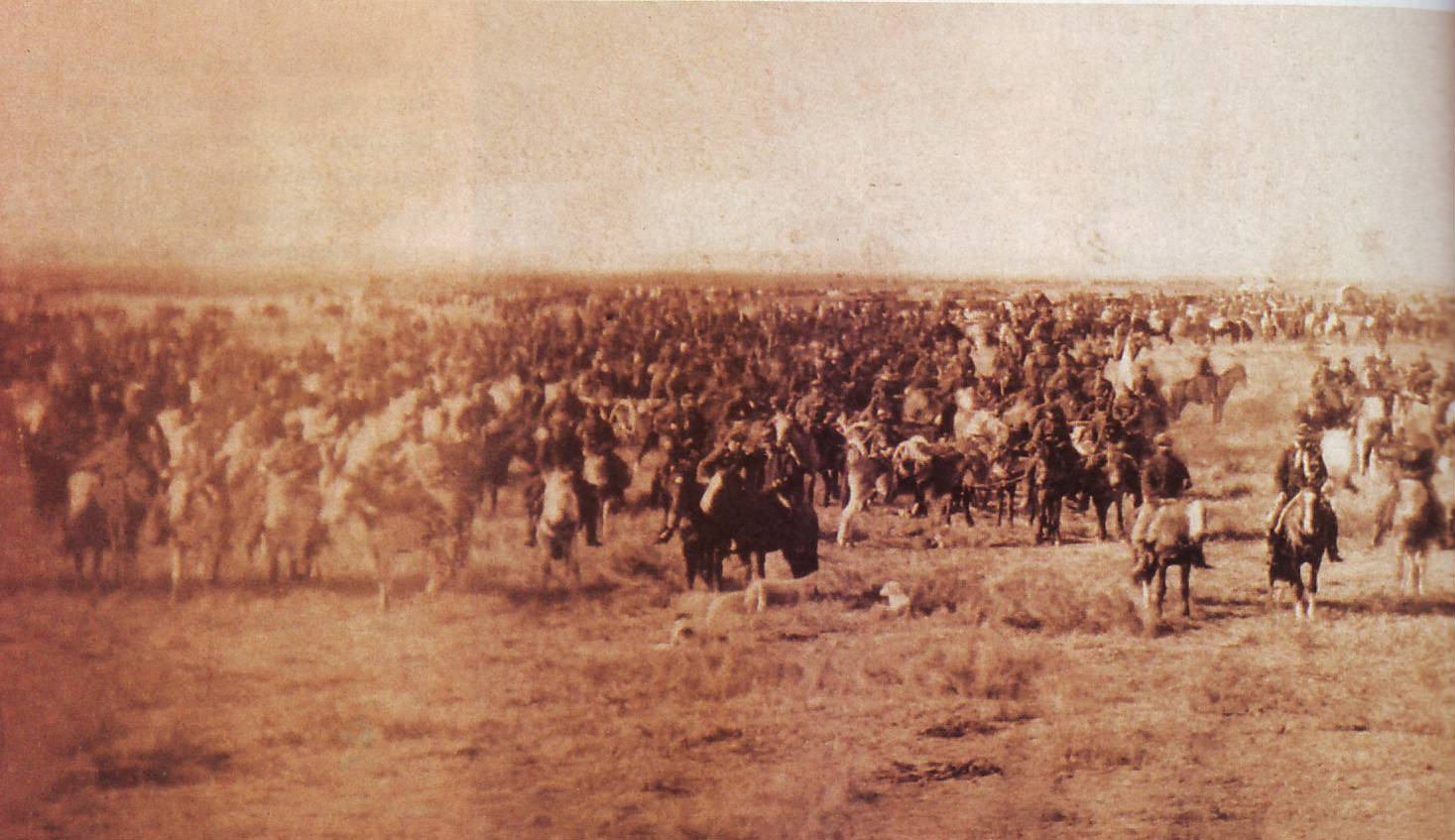
Pouštní kampaň (Río Negro, 1879)

Antonio Pozzo (1829, Bordighera, Itálie – 1910, Buenos Aires, Argentina) byl fotograf italského původu, který rozvinul svoji činnost v Argentině.

## Životopis
Antonio Pozzo se narodil v obci Bordighera v Itálii v roce 1830, v roce 1850 emigroval do argentinského hlavního města Buenos Aires. Naučil se pracovat s procesem daguerrotypie a počínaje rokem 1850 sám provozoval portrétní galerií na Calle Piedad 113.
V roce 1852 pořídil slavnou daguerrotypii argentinského vojáka Justa José de Urquiza, na které je zobrazen po bitvě u Caserosu, oblečený v ponču a cylindru.
V roce 1850 pořídil fotografické snímky při inauguraci západní železnice.
Kolem roku 1862 se přestěhoval do nových prostor na adresu Victoria Street 590. Tento ateliér navštívily významné osobnosti tehdejšího veřejného života jako Domingo F. Sarmiento, Bartolomé Mitre, Adolfo Alsina a další.
Jeho obdiv k Adolfu Alsinovi, úzce spjatý s politickou mocí v té době, určil název jeho společnosti: Alsina Photography.
V té době byla fotografie pokročilou technologií, takže její využití v Dobytí pouště bylo současně se symbolickým záznamem také důkazem a oslavou, že tato armáda byla nositelem vyšší civilizační úrovně, která si tyto prázdné země přivlastnila.
V dubnu 1879 se proto připojil k této kampani v čele s Juliem Argentinem Rocem jako oficiální fotograf z vlastní svobodné vůle, přesvědčený o civilizační činnosti a platbě výdajů svých a výdajů za svého asistenta Alfreda Bracca.
Pozzo použil na expedici kočár, který sloužil jako laboratoř, temná komora a přepravoval své technické vybavení a bydlení pro sebe a Bracca.
Na fotografiích vojenské operace sledoval itinerář expedice pod velením samotného generála Rocy mezi Carhué a Choele Choel, kde nebyli žádní mrtví, ani zmrzačení, ale obrazy, které vypadají jako tradiční malby nebo portréty, na nichž vojáci pózovali jednotlivě nebo ve skupinách, kromě pohledů na obrovská pole, krajinu a nová města a v menší míře i skupinu „přátelských“ indiánů.
Po skončení kampaně dosáhl Pozzo hodnosti asimilovaného kapitána argentinské armády. Po svém návratu do Buenos Aires se věnoval komercializaci fotografického průzkumu nepublikovaných oblastí za účelem vytvoření snímků, které svědčí o konci dominance domorodých obyvatel v oblasti pampy a Patagonie.
Zemřel v roce 1910 ve věku 81 let ve Flores v Buenos Aires.